# Circonscription de Guderie
La circonscription de Guderie est une des 3 circonscriptions législatives de l'État fédéré des peuples Gambela, elle se situe dans la Zone Mezenger. Son représentant actuel est Taket Asfaw Anbelu.